# Cryptoblepharus balinensis
Cryptoblepharus balinensis är en ödleart som beskrevs av  Barbour 1911. Cryptoblepharus balinensis ingår i släktet Cryptoblepharus och familjen skinkar. Inga underarter finns listade i Catalogue of Life.